# Aeronautics Defense Systems
Aeronautics Defense Systems Ltd. (ранее — NETS Integrated Avionics Systems) — израильская компания, специализирующаяся в разработке и производстве средств и систем вооружения, в частности — военных и коммерческих беспилотных летательных аппаратов (БПЛА), и систем обеспечения безопасности. Также предоставляет консалтинговые услуги в этих областях. В основном работает на внешнем рынке. На май 2012 года БПЛА компании были поставлены в 14 государств мира.
Штаб-квартира компании находится в г. Явне (Центральный округ Израиля).

## Продукция

### Беспилотные летательные аппараты (БПЛА)

#### Военного назначения
- Defense Dominator[9][10]

- Aerostar[11]
- Aerolight[12]
- Orbiter[13][14][15]
- Octoper[16]
- Seastar[17]

#### БПЛА и системы их применения в коммерческих целях
- Aerial ISR Solutions (AISR)
- Ground ISR Solutions (GISR)
- Skystar 300
- Skystar 100
- БПЛА-системы различного назначения.

### Средства управления, разведки, наблюдения и поражения целей
- Наземные системы (Ground ISR Solutions, GISR)
- Воздушные системы (Aerial ISR Solutions (AISR)
- Беспилотные системы.
- Наземный центр управления (GCS)[18]
- Системы запуска и их восстановления (Launch and Recovery Station, LRS)
- Станция удаленного контроля загрузкой. (Remote Payload Control Station, RPCS)
- Удалённый видео-терминал (RVT)

### Системы обеспечения безопасности
- Datalink
- Security Arrays